# Mohand Arav Bessaoud
Mohand Arab Bessaoud (en cabilenc Muḥend Aεrab Besεud), nascut el 24 de desembre de 1924 a la vila de Taguemount El Djedid, a la comuna cabil d'Ouadhia, Algèria i mort l'1 de gener de 2002 a Newport (Anglaterra), va ser un militant nacionalista algerià de la guerra d'Algèria i un dels principals ideòlegs de l'amaziguisme. també fou un dels fundadors i principal dirigent de l'Acadèmia Berber (Agraw Imaziɣen) .

## Biografia
Milità en el Partit del Poble Algerià quan era estudiant, però el deixà per unir-se al FLN. Conegut com a "Dda Moh", fou un destacat mujahid i el 1955 en fou nomenat responsable a la III Wilaya per Krim Belkacem. El 1958 fou empresonat al Marroc quan anava a cercar armes. Quan Algèria aconseguí la independència el 1962 fou alliberat i tornà al país, on fou nomenat prefecte de Maghnia. Aviat, però, es va oposar a la política d'arabització d'Ahmed Ben Bella i el 1963 es va unir al Front de Forces Socialistes (FFS). Després del fracàs de l'aixecament es va aixoplugar a França, on el 1966 va fundar amb altres activistes amazics l'Acadèmia Berber. També fou l'autor del disseny de la bandera amaziga, autor de diversos llibres d'història amaziga i impulsor de l'amaziguisme. El 1978, pressionat per les autoritats algerianes, va abandonar França i marxà a l'illa de Wight (Anglaterra), on hi va morir en 2002. El seu cos fou enterrat a Cabília.

## Obres
- Heureux les Martyrs qui n'ont rien vu : la vérité sur la mort du colonel Amirouche et de Abbane Ramdane, Berbères.
- F.F.S. Espoir et trahison, Imprimerie Cary, Paris [rééd. FNAR, 1995].
- L'Identité provisoire (Roman), Agraw Imazighene, Paris.
- Des Petites Gens pour une grande cause. L'histoire de l'Académie berbère (1966-1978), Compte d'auteur, 2000.